# Syndicat mixte Canigó Grand Site
Le syndicat mixte Canigó Grand Site (en catalan : Sindicat mixt Canigó Gran paratge) est un syndicat mixte ouvert chargé de la protection et de la valorisation du patrimoine pyrénéen du massif du Canigou.
Il a été créé en 2002, à l'initiative du conseil général des Pyrénées-Orientales, comme maître d'ouvrage de « l'opération Grand Site » du massif du Canigó. Ce syndicat mixte est composé du conseil départemental, des 64 communes du massif, essentiellement en Conflent, et en Haut-Vallespir, et de l'Office national des forêts.

## Activités

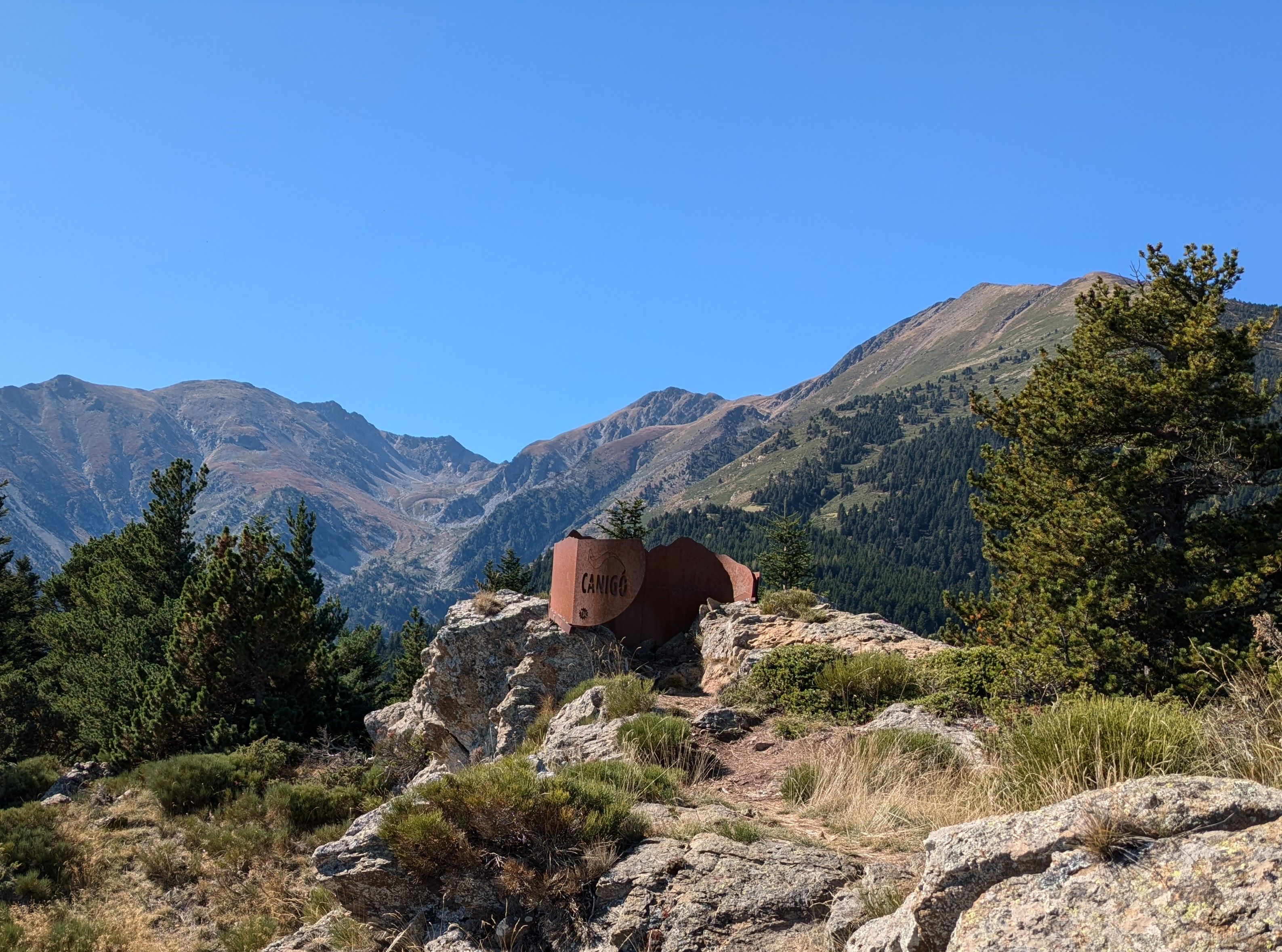
Belvédère aménagé par le Syndicat mixte Canigó Grand Site dans le secteur oriental du Massif du Canigou. À gauche : Serra del Roc Negre; à droite : Crête du Barbet.

Le syndicat mixte Canigó Grand Site est chargé de :
- la préservation et valorisation des paysages et des patrimoines constitutifs de l’identité du territoire ;
- la gestion des flux de fréquentation en agissant de manière plus structurelle sur la diffusion et répartition des flux ;
- la contribution du projet patrimonial au développement durable du territoire en veillant à ce qu’il soit générateur de retombées économiques et sociales pour les habitants et les acteurs locaux qui y vivent et y travaillent.

C'est un établissement public administratif qui protège, met en valeur, et gère le massif du Canigou, ses vallées, ses balcons et son piémont. 
Il coordonne la communication entre les différentes communes adhérentes, le conseil départemental des Pyrénées-Orientales, et l'Office national des forêts.
Le syndicat est chef de file du réseau de neuf montagnes emblématiques méditerranéennes dans le cadre du projet européen « MED ». 

## Composition
Les membres du syndicat mixte Canigó Grand Site sont :
- le département des Pyrénées-Orientales ;
- l'Office national des forêts ;
- soixante-quatre communes du département dont les suivantes :
  1. Amélie-les-Bains-Palalda (3 723 hab.),
  2. Arles-sur-Tech (2 719 hab.),
  3. Baillestavy (58 hab.),
  4. Catllar (693 hab.),
  5. Campôme (106 hab.),
  6. Casteil (125 hab.),
  7. Codalet (389 hab.),
  8. Corneilla-de-Conflent (466 hab.),
  9. Corsavy (208 hab.),
  10. Coustouges (116 hab.),
  11. Escaro (89 hab.),
  12. Espira-de-Conflent (148 hab.),
  13. Estoher (154 hab.),
  14. Fillols (141 hab.),
  15. Finestret (149 hab.),
  16. Fuilla (365 hab.),
  17. La Bastide (103 hab.),
  18. Lamanère (59 hab.),
  19. Le Tech (86 hab.),
  20. Los Masos (665 hab.),
  21. Mantet (23 hab.),
  22. Marquixanes (536 hab.),
  23. Montbolo (189 hab.),
  24. Montferrer (202 hab.),
  25. Prades (6 569 hab.),
  26. Prats-de-Mollo-la-Preste (1 200 hab.),
  27. Prunet-et-Belpuig (58 hab.),
  28. Py (107 hab.),
  29. Rodès (597 hab.),
  30. Sahorre (361 hab.),
  31. Saint-Laurent-de-Cerdans (1 288 hab.),
  32. Saint-Marsal (103 hab.),
  33. Serralongue (258 hab.),
  34. Taulis (51 hab.),
  35. Taurinya (318 hab.),
  36. Valmanya (27 hab.),
  37. Vernet-les-Bains (1 480 hab.),
  38. Villefranche-de-Conflent (235 hab.),
  39. Vinça (1 856 hab.).

## Protection de l'environnement dans le massif du Canigou
Le massif du Canigou, est opérateur de trois sites Natura 2000, un site classé, et recouvre quatre réserves naturelles :
- la réserve naturelle de Mantet ;
- la réserve naturelle de Py ;
- la réserve naturelle de Prats-de-Mollo-la-Preste ;
- la réserve naturelle de Nyer.

Certaines espèces endémiques sont menacées de disparition, comme le gypaète barbu, l'apollon, l'androsace de Vandelli, le desman des Pyrénées, le rubanier de Badère, le saxifrage faux géranium, le pédiculaire des Pyrénées, la renoncule à feuilles étroites et le thym serpolet.

## Tourisme dans le massif du Canigou

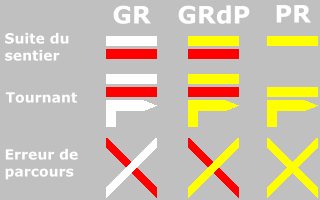
Balises des :
- GR : rouge et blanc
- GR de pays : rouge et jaune
- PR (petites randonnées) : jaune

Le syndicat mixte aide à développer la fréquentation touristique du massif tout en limitant les impacts dégradant le patrimoine naturel et l'esprit du lieu.
Aménagements des pistes, des sentiers, des chalets et refuges de montagne pour la randonnée de montagne et le pyrénéisme, avec le Club alpin français.

### Randonnée
Deux GR célèbres traversent le massif du Canigou :
- le GR 10 qui relie l'océan Atlantique à la mer Méditerranée par le versant nord des Pyrénées, et traverse le massif du Canigou entre Mantet et Amélie-les-Bains-Palalda ;
- le GR 36 qui relie la Manche à la mer Méditerranée et traverse le massif du Canigou entre Baillestavy et Mantet.

Des fauteuils tout terrain et des accompagnateurs sont mis en place pour l'accessibilité des personnes handicapées dans les espaces naturels de montagne.

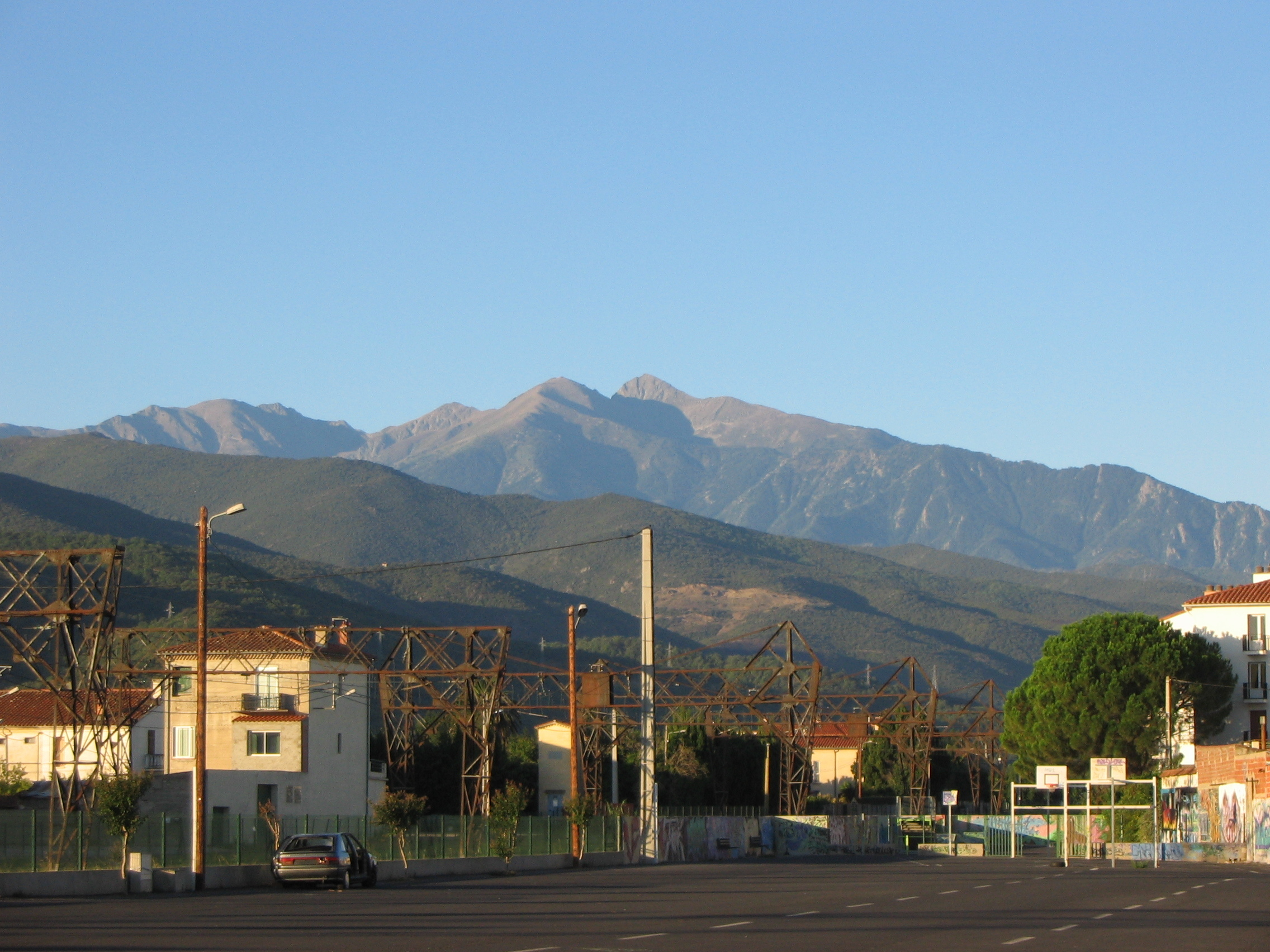
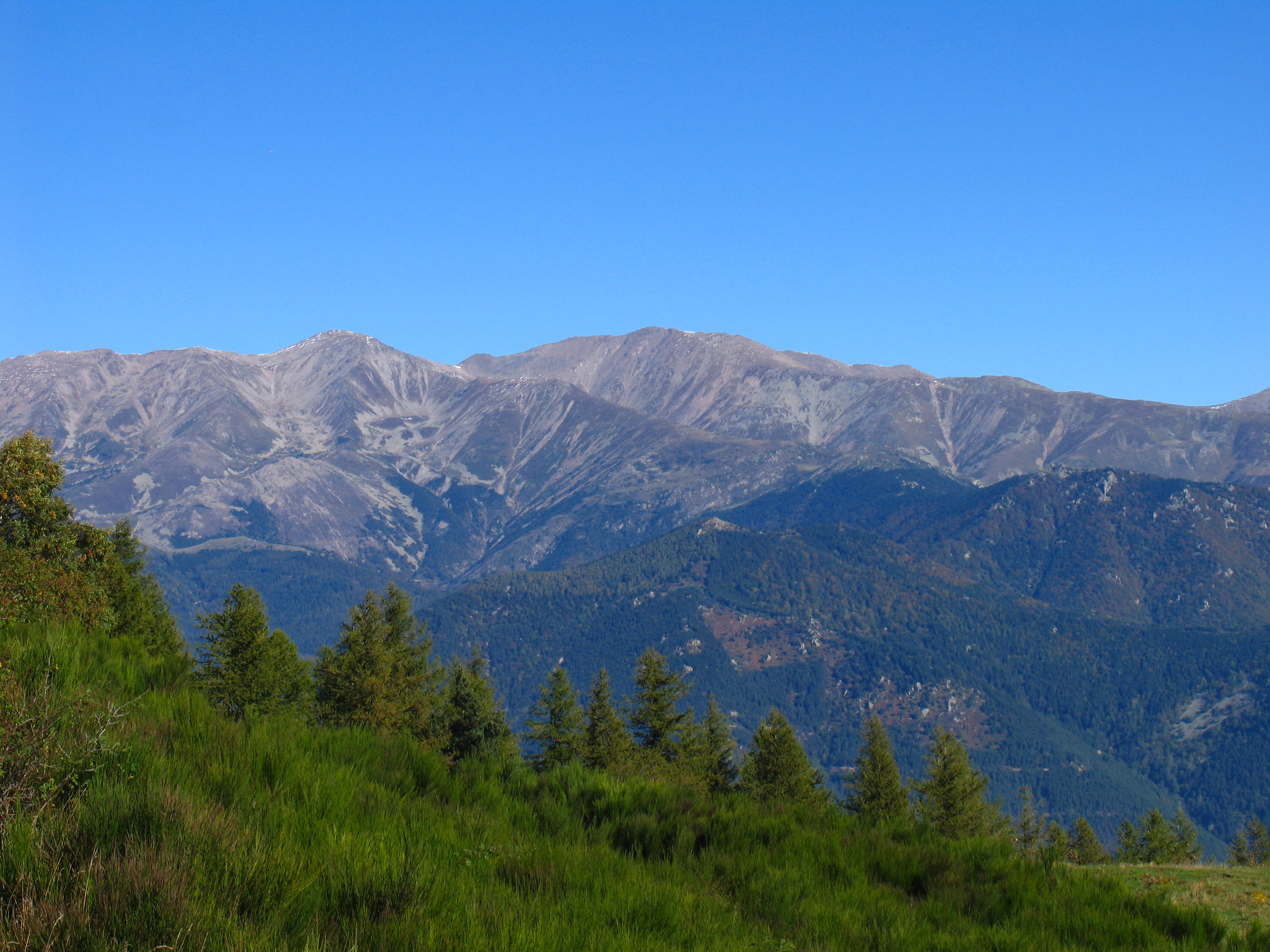
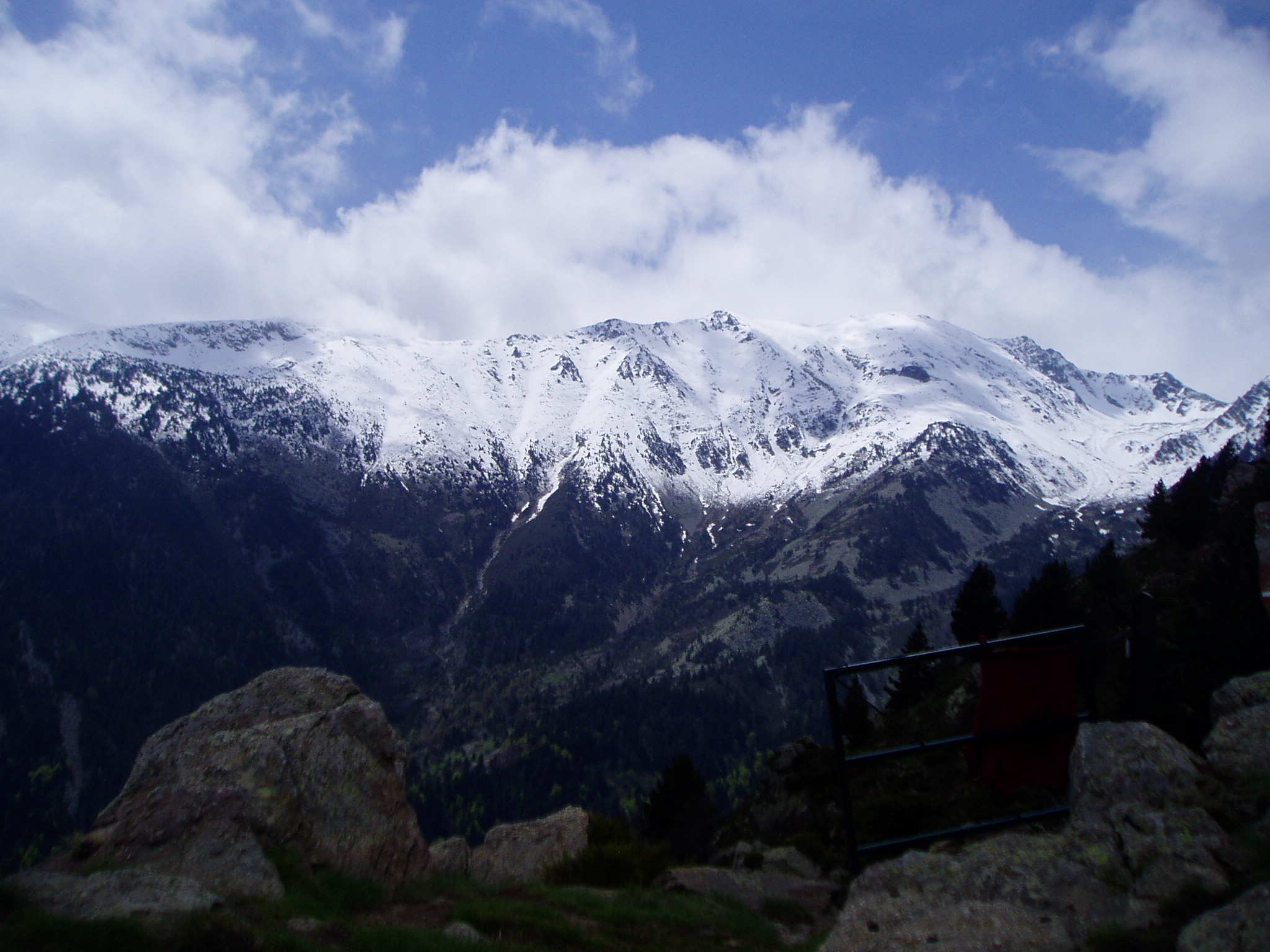
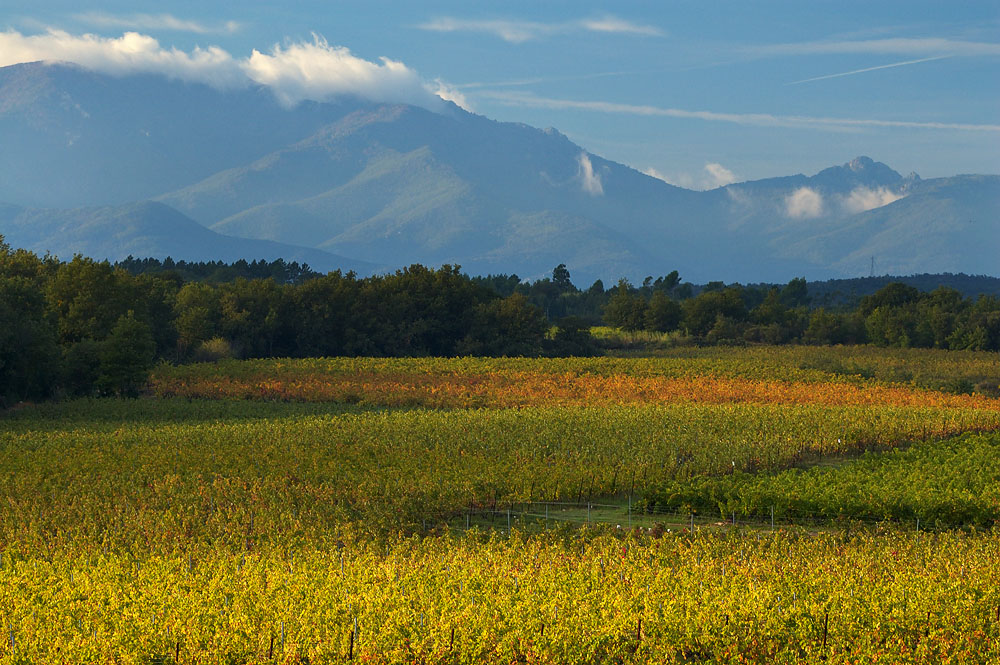